# Xanca de Watkins
La xanca de Watkins (Grallaria watkinsi) és una espècie d'ocell de la família dels gral·làrids (Grallariidae).

## Hàbitat i distribució
Habita el sotabosc de la selva pluvial i clars dels Andes del sud-oest de l'Equador i adjacent nord-oest del Perú.